# Val Sampuoir (Valsot)
Koordinaten: 46° 56′ N, 10° 24′ O; CH1903: 825441 / 201713

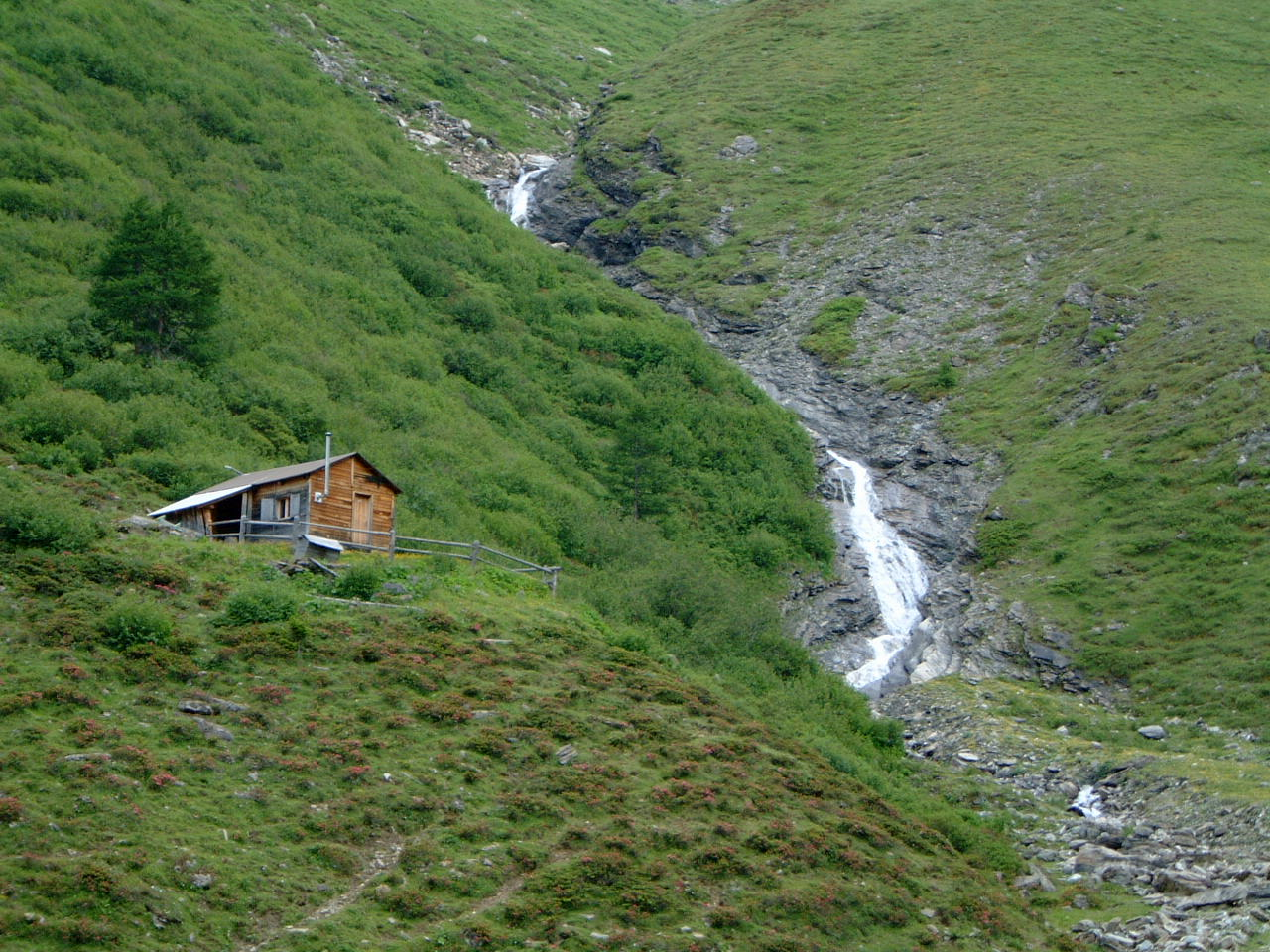
Hütte bei Las Eras, etwa in der Mitte des Tales. Bach aus der Val da Plans Fuorcla, Richtung Übergang Fuorcla d'Alp nach Tschlin.

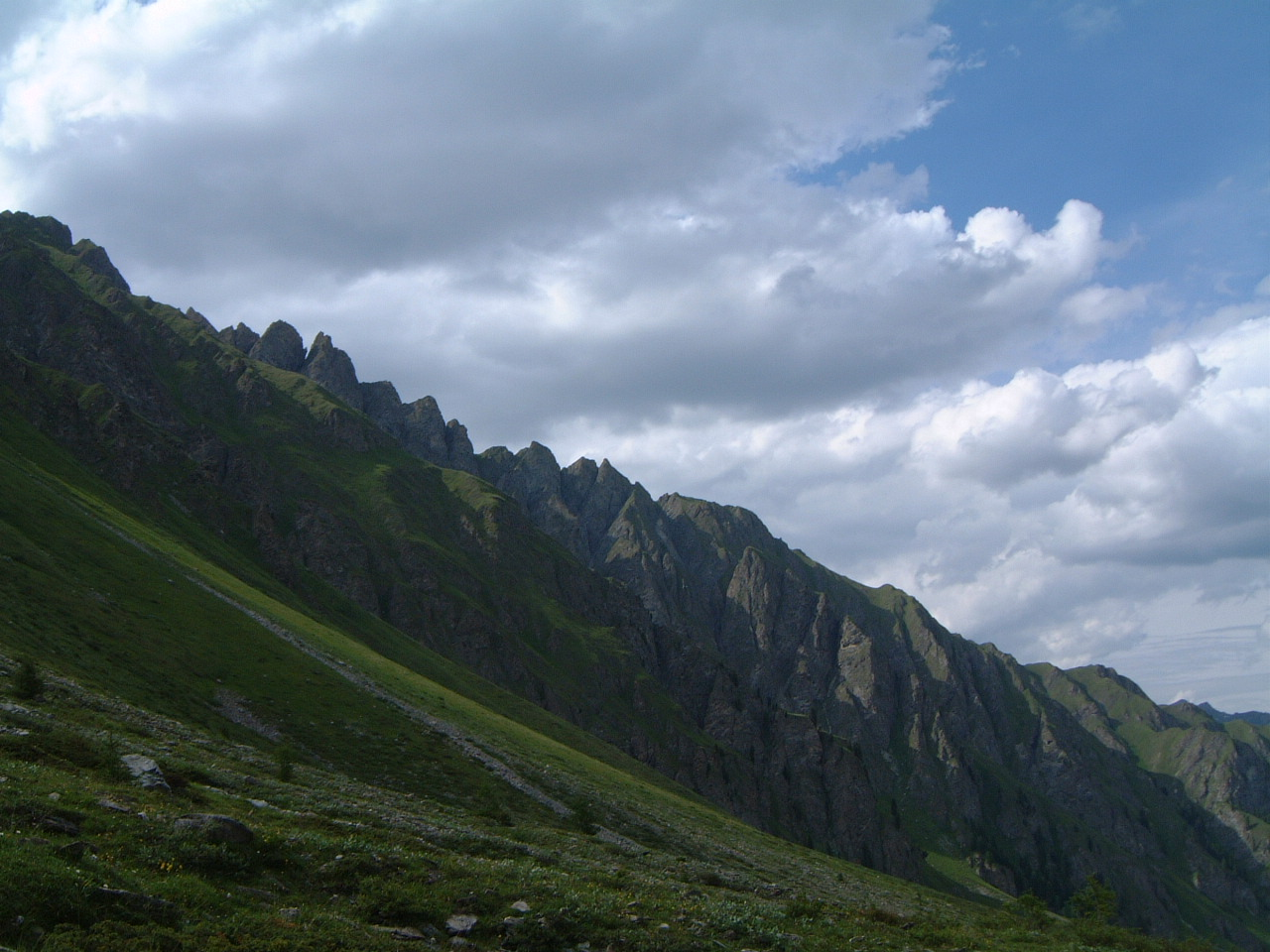
Las Eras, Blick Richtung Norden: markante Gebirgsformationen der Curschiglias. Am linken Bildrand der Piz Motnair, wenig rechts von der Bildmitte der Pizzet.

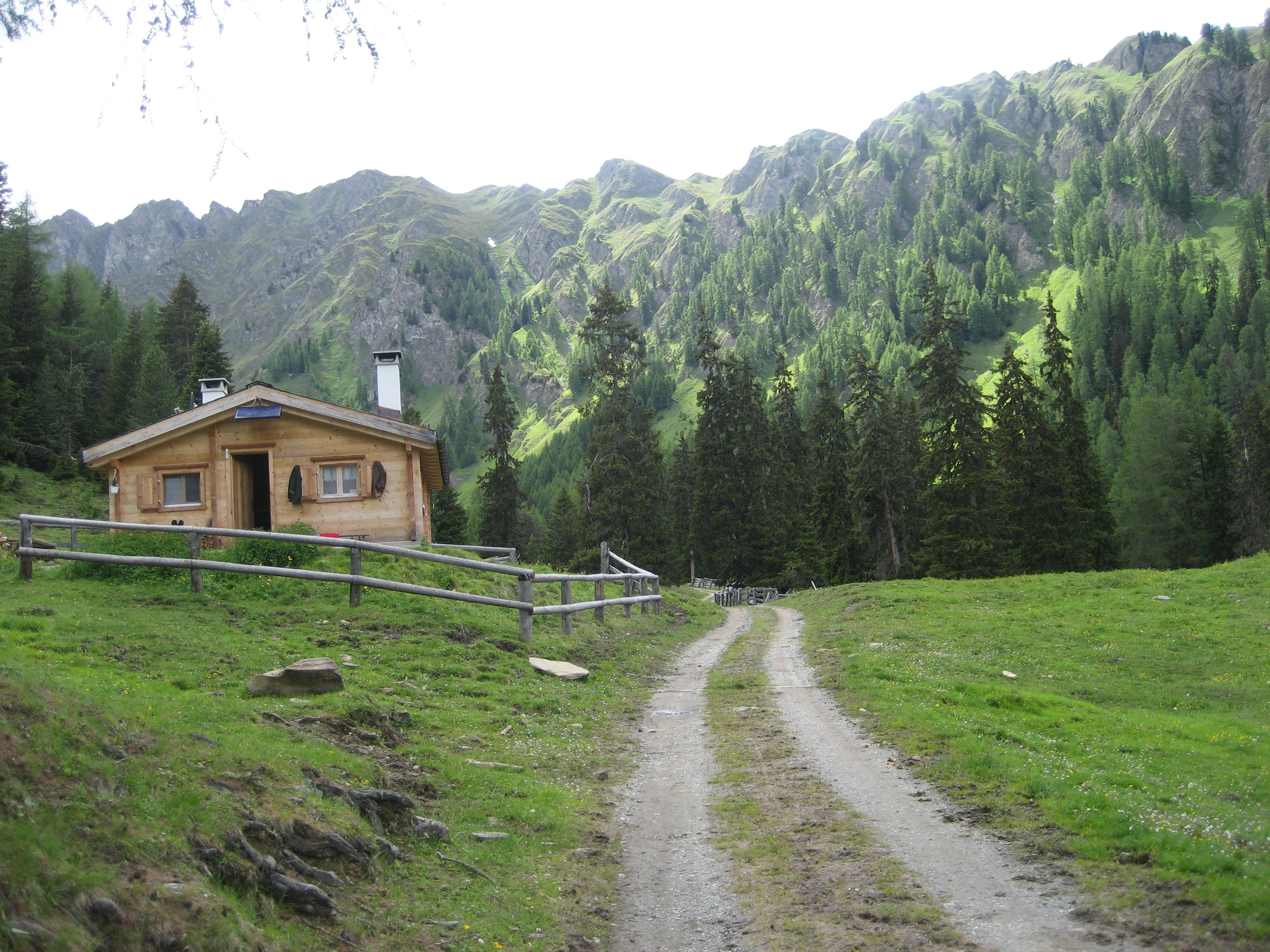
Alphütte auf dem Plan God Nair, 1832 m ü. M. Blick talaufwärts, über dem rechten Schornstein der Pizzet.

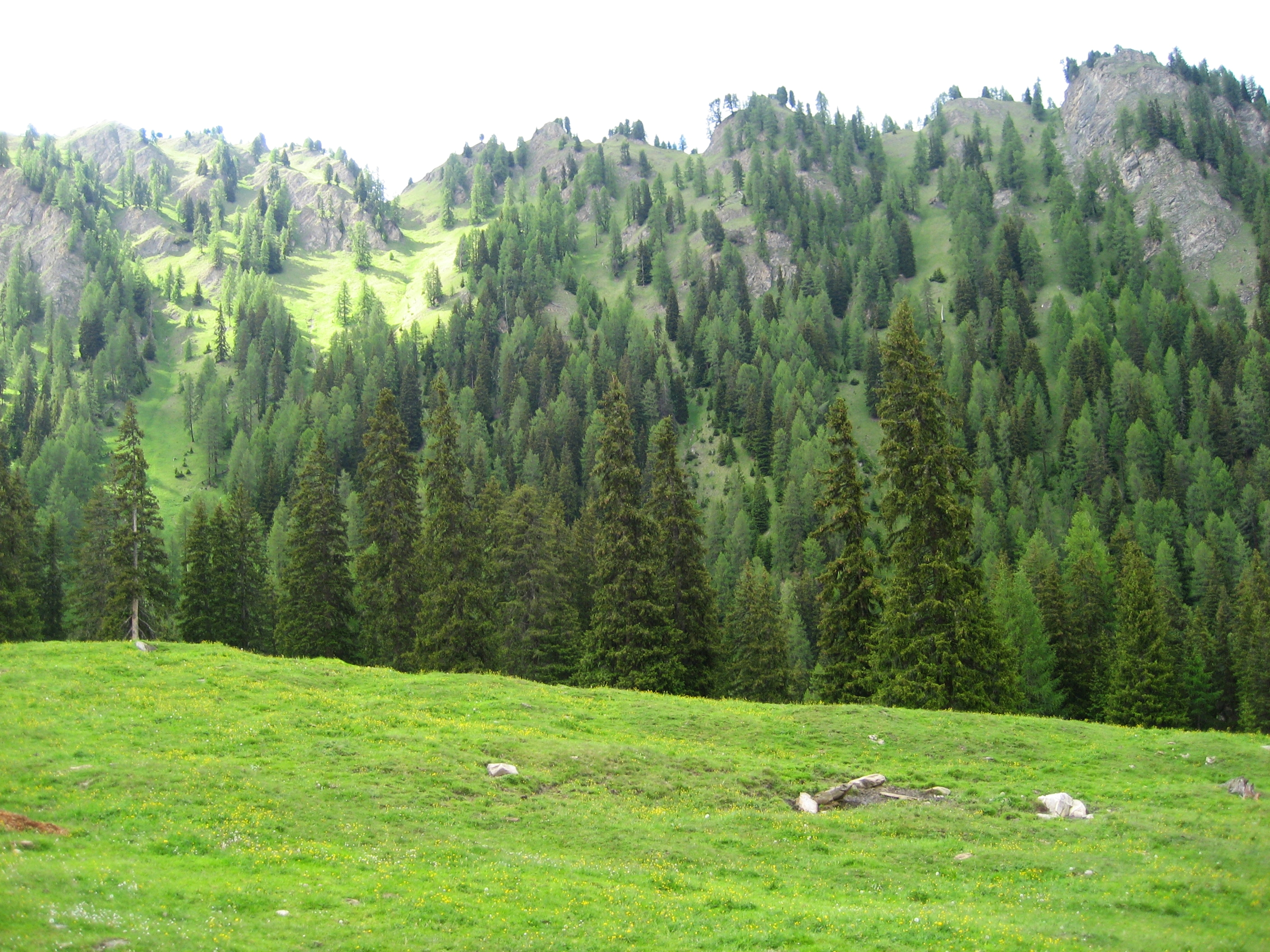
Blick vom Plan God Nair auf die Curschiglias. Im linken Drittel der Übergang Fuorcla Curschiglias nach Samnaun-Laret.

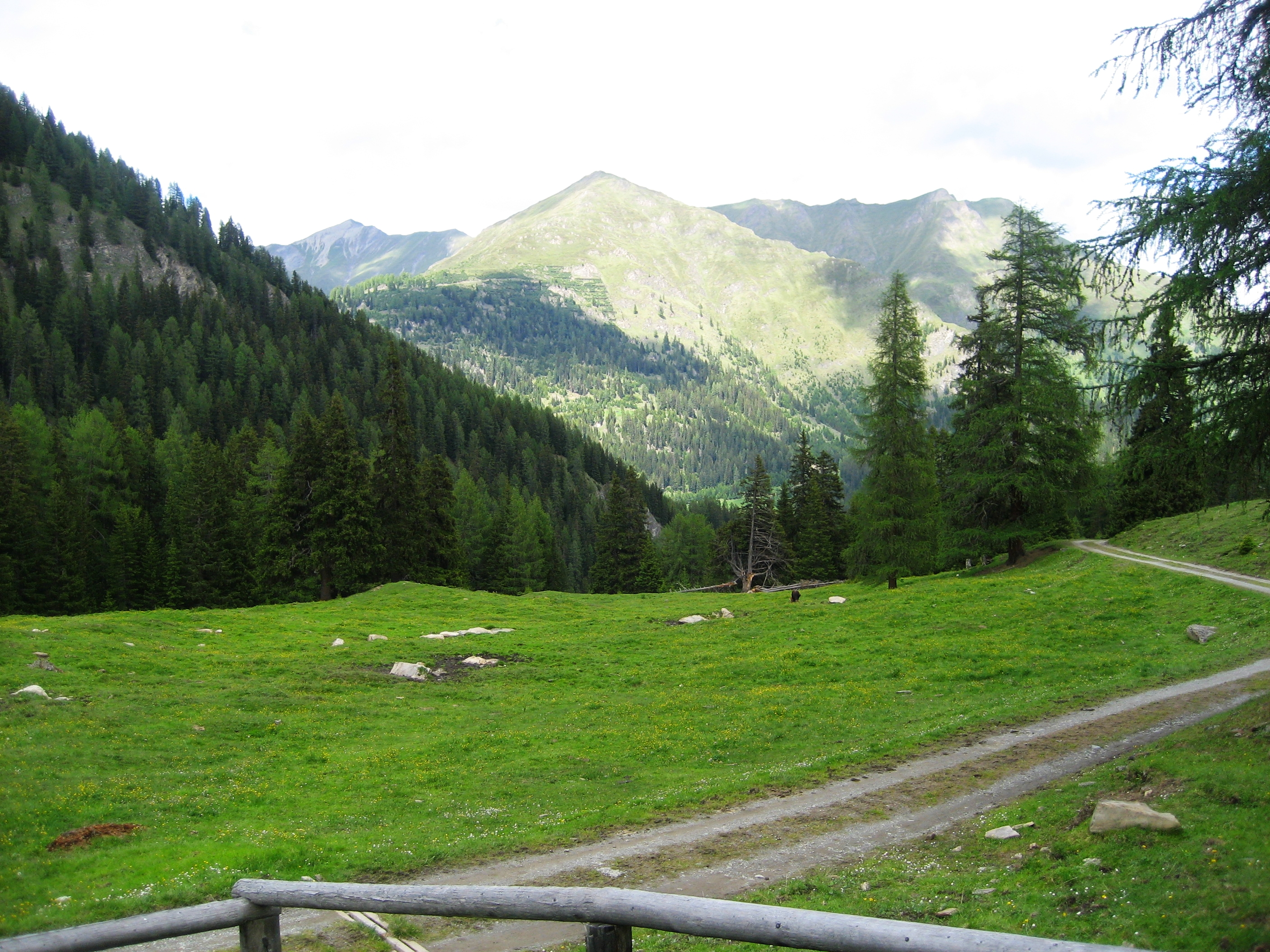
Blick vom Plan God Nair talauswärts auf den Muttakopf, 2525 m ü. M. (Tirol).

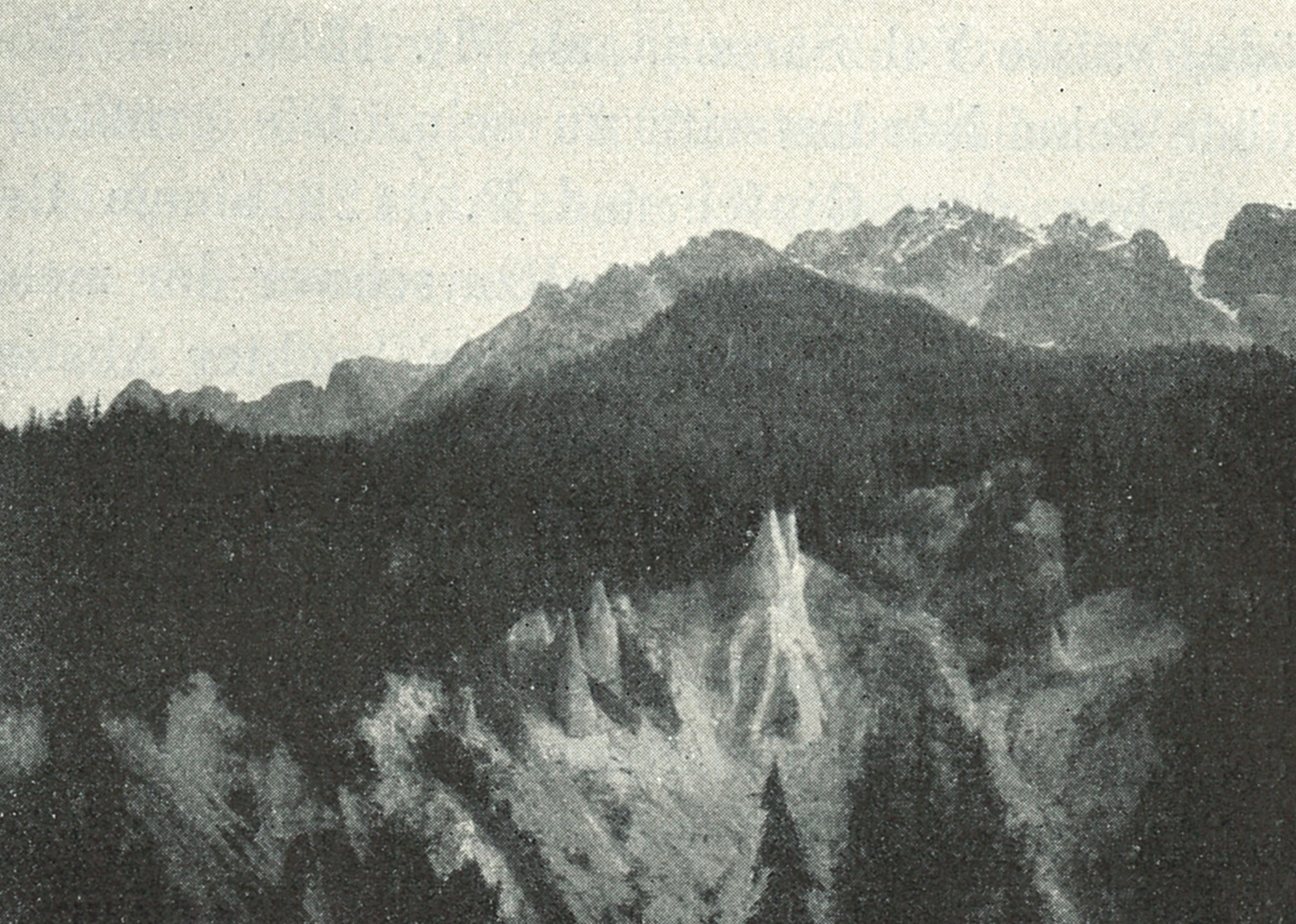
Die Pignas (Erdpyramiden) von Acla da Fans. Blick Richtung Süden, im Hintergrund die Ruina Cotschna. Historisches Bild von ca. 1912.

Das Tal Val Sampuoir ist ein entlegenes Tal im schweizerischen Unterengadin. Es dient als Alpweidegebiet und gehörte vormals zur Gemeinde Tschlin, seit 2013 zur Fusionsgemeinde Valsot. Aufgrund seines Status als eidgenössisches Zollausschlussgebiet ist am unteren Talausgang das zollfreie Einkaufszentrum Acla da Fans entstanden.

## Lage
Das Tal Val Sampuoir ist ein entlegenes Seitental des Samnauntals im Unterengadin. Es liegt etwa in Nord-Süd-Richtung, hat eine Länge von 8 Kilometern sowie eine Fläche von ca. 19 Quadratkilometern.
Das Tal wird im Gegenuhrzeigersinn eingefasst von den Gipfeln Muttler (3293 m ü. M., höchster Punkt des Tals), Piz Malmurainza (3038 m ü. M.), Piz Motnair (2732 m ü. M.) und Piz Mundin (3146 m ü. M.). Tiefster Punkt ist die Mündung des Sampuoirbachs in den Schergenbach (österr. Schalklbach) auf ca. 1450 m ü. M.
Die Val Sampuoir gehörte bis 2012 zur Gemeinde Tschlin und nach der Gemeindefusion zur Gemeinde Valsot im schweizerischen Unterengadin. Orografisch gehört das Tal jedoch zum Tal von Samnaun und ist durch eine hohe Bergkette vom Dorf Tschlin getrennt.
Seit 1912 ist das Val Sampuoir und dessen Alpen dank der Samnaunerstrasse vom Dorf Tschlin aus mit dem Auto in ca. einer Stunde zu erreichen. Früher war es bloss über Bergwege und Pfade via Fuorcla Salèt (2826 m ü. M., dt. Salètpass) ⊙ oder Fuorcla d'Alp (2809 m ü. M.) zu erreichen, was ohne Vieh oder Gepäck 4 bis 6 Stunden in Anspruch nimmt. Der Saumpfad über die Fuorcla Salèt war zudem vor dem fuhrwerktauglichen Ausbau des Wegs von Samnaun ins Tirol im Jahr 1830 und noch bis Mitte des 19. Jahrhunderts die wichtigste Verkehrsroute überhaupt für den Güteraustausch mit Samnaun.

## Name
Der Name des Tals stammt, gleich wie bei der gleichnamigen Val Sampuoir in der nahe gelegenen Gemeinde Ardez, von einem alten, heute im Rätoromanischen nicht mehr vorhandenen Wort sap für deutsch Tanne, Wald (lat. sapinus, ebenfalls Tanne). Tatsächlich ist das Tal im unteren Teil reich an Wald.

## Nutzung und Besiedlung

### Alpen
Die Alpweiden dienten früher der Sömmerung von Schafen und Galtvieh. Ursprünglich nutzte Tschlin die Alpweiden der Val Sampuoir selber und führte das Vieh über die Fuorcla Salèt. Wegen rückläufiger Bevölkerungszahlen und Viehbestände wurden die Alpen des Tals im Verlaufe des 19. Jahrhunderts an die Gemeinde Samnaun verpachtet.
Gegenwärtig wird die Alp wieder von einem Tschliner Hof genutzt, nämlich einem Betrieb aus Strada, und zwar für Braunvieh und Rätisches Grauvieh in Mutterkuhhaltung mit Weidesprung.
Die Alpen sind heute mit einem Fahrsträsschen von der Samnaunerstrasse her erschlossen.

### Bergbau
An der rechten Talseite, an der Ruina cotschna (Vallader für Roter Rost) wurden auf 2500 m ü. M. Eisen und Kupfer abgebaut. Die Mine wurde zum Beispiel kartografisch erfasst im Atlas Tyrolensis von 1774. In der 1835 erschienenen Karte des rhätischen Erzgebirges eines Heinrich Schopfer aus St. Gallen wurde die Mine allerdings bereits nicht mehr dargestellt, doch 1857 gab es einen Vertrag für eine Versuchsmine an der Ruina cotschna. Eine 1919 durchgeführte Analyse ergab, dass eine Ausbeutung nach modernen Massstäben nicht rentabel wäre. Heute gibt die Landeskarte der Schweiz an der Stelle der früheren Mine Eisen-Mangan-Vererzungen an.

### Acla da Fans
Acla da Fans (Pfandshof, auch Hof da Fans oder früher Pfandhof und Funshof) ist ein Weiler an der Samnaunerstrasse, im untersten Bereich des Tals, in unmittelbarer Nähe der Mündung des Sampuoirbaches. Zu Beginn des 20. Jahrhunderts noch ein abgelegener Ort mit Bauernbetrieben, ist Acla da Fans heute ein rege besuchtes Einkaufszentrum mit Restaurant und Tankstelle.
In unmittelbarer Nähe des Weilers befinden sich auffällige Erdpyramiden (romanisch pignas, wörtlich Öfen).
Dank der Bushaltestelle Acla da Fans ist die Val Sampuoir mit dem öffentlichen Verkehr erreichbar.

## Zollausschlussgebiet
Gleich wie Samnaun bildet auch die Val Sampuoir ein eidgenössisches Zollausschlussgebiet. Das Gebiet ist etwas weiter gefasst als die topografische Val Sampuoir und schliesst auch die Flanke des Samnauntals talabwärts bis zum Fernertobel (auch Val Alpetta) mit ein.
Praktische Bedeutung hat der Status eines Zollausschlussgebietes für das Einkaufszentrum von Acla da Fans: Alkoholika, Parfüms und Benzin können hier dank der Zollentlastung zu tieferen Preisen angeboten werden.
Als Besonderheit müssen Importe von Tieren und Käse an der Zollstelle Martina gemeldet werden, wo für diese Produktegruppen im Rahmen der eidgenössischen Aussenhandelsstatistik eine besondere Auswertung erfolgt.

## Geschichte
Ende August 1622, während der zweiten österreichischen Invasion in den Bündner Wirren (Dreissigjähriger Krieg), wurde die Val Sampuoir von den Österreichern als Einfallsroute ins Unterengadin gewählt: Graf Alwig von Sulz und Oberst Baldiron zogen mit 10'000 Mann von Samnaun durch die Val Sampuoir nach Tschlin und weiter nach Ramosch.
Im weiteren Verlauf wurde das Engadin den Österreichern kampflos überlassen, auch das Prättigau ging verloren, und die Österreicher diktierten den Bündnern am 30. September 1622 den Lindauer Vertrag.

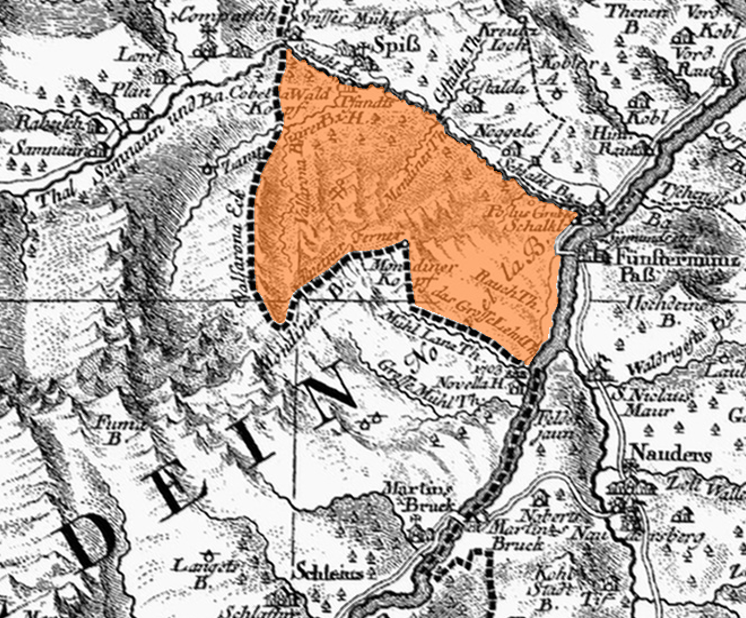
Orange: Lage und Grösse des strittigen Territoriums im sogenannten Gränzanstand bei Finstermünz: Um einen grossen Teil der rechten Talflanke der Val Sampuoir stritten sich Österreich und die Schweiz. Schlägel und Eisen weisen auf den Bergbau an der Ruina Cotschna. Detail aus dem Atlas Tyrolensis von 1774, in dem das strittige Territorium als österreichisch dargestellt ist.

Die Nordflanke des Piz Mundin bzw. ein grosser Teil der rechten Talseite der Val Sampuoir (Piz Mezdi, Val Saronna Gronda, Val Saronna Pitschna, Ruina Cotschna) waren im 19. Jahrhundert strittiges Territorium zwischen der Schweiz und Österreich. Der sogenannte Gränzanstand bei Finstermünz wurde erst 1868 geklärt, und zwar zu Gunsten der Schweiz.